# Đi bộ đường dài

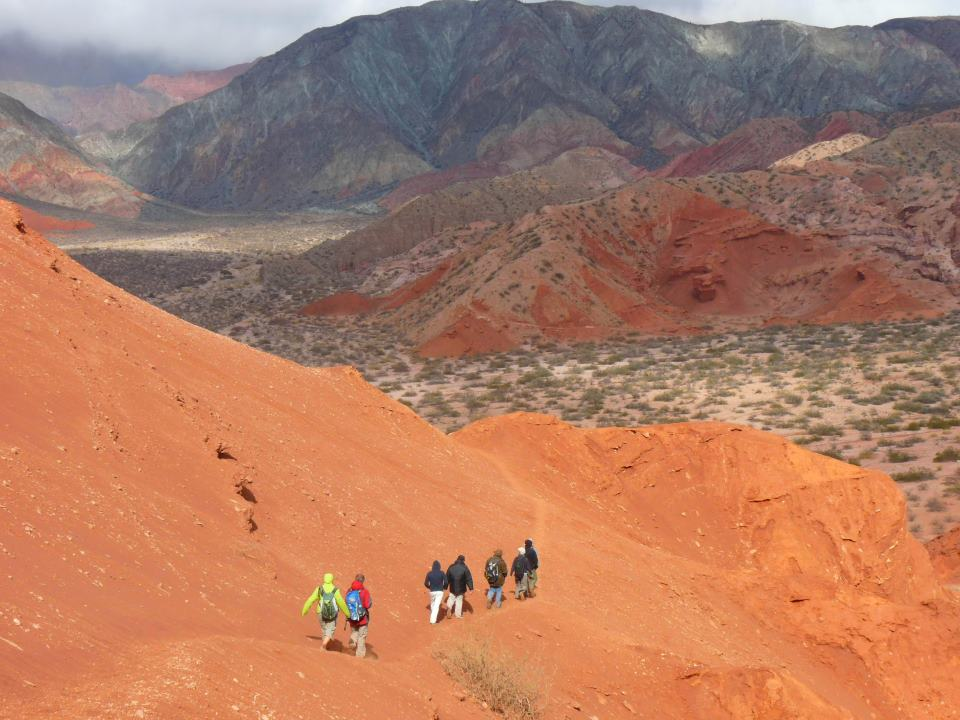
Đi bộ đường dài Argentina.

Đi bộ đường dài (Hiking) là một hình thức đi bộ với chủ định chính là khám phá và thưởng thức cảnh vật. Thường thì đi bộ đường dài được thực hiện ở các con đường mòn trong vùng nông thôn hay hoang dã.
Đi bộ đường dài là một hoạt động ngoài trời căn bản mà nhiều hoạt động khác dựa vào. Nếu đi bộ đường dài kết hợp với cắm trại qua đêm thì được gọi là du hành với trang bị sau lưng. Nhiều nơi có cảnh đẹp chỉ có thể đi tới đó bằng cách đi bộ, và những người nhiệt tâm xem đi bộ đường dài là cách tốt nhất để ngắm cảnh thiên nhiên. Đi bộ đường dài là cách du ngoạn tốt hơn so với bằng các loại xe vì cảm nhận của người đi bộ đường dài không bị những thứ khác xâm nhập làm phân tâm, ví dụ như cửa kính xe, tiếng máy xe, bụi và hành khách đi chung xe. Đi bộ trên những khoảng đường dài hoặc trên những địa hình khó khăn đòi hỏi một số cấp độ hiểu biết và năng lực cơ thể.

## Ảnh hưởng sinh thái từ đi bộ đường dài
Những người đi bộ đường dài tìm kiếm môi trường đẹp để thực hiện việc đi bộ của họ. Nghịch lý thay, những môi trường như thế này thường thì rất mỏng manh: người đi bộ đường dài có thể vô tình làm hư hại môi trường mà họ thưởng thức. Hành động của một cá nhân không làm ảnh hưởng đến môi trường nhiều. Tuy nhiên, hệ quả to lớn của một số lượng lớn những người đi bộ có thể làm xuống cấp môi trường. Ví dụ, việc thu nhặt củi trong khu vực rừng để đốt lửa có thể là vô hại (trừ nguy cơ cháy rừng). Tuy nhiên, nhiều năm thu nhặt củi như vậy có thể làm cho những khu rừng đó mất đi khá nhiều nguồn dinh dưỡng quý giá của rừng.
Thông thường, những nơi được bảo vệ như công viên có những luật lệ áp dụng để bảo vệ môi trường. Nếu người đi bộ đường dài tuân thủ theo những luật lệ quy định này thì những ảnh hưởng của họ gây ra đối với môi trường được giảm thiểu tối đa. Những quy định này bao gồm cấm đốt lửa, giới hạn cắm trại vào các khu vực trại đã được thiết lập, quy định tiểu tiện, ấn định số người đi bộ đường dài trong một ngày.
Nhiều người đi bộ đường dài làm quen với triết lý không bỏ lại dấu vết: đó là đi trong một cách để những người đi bộ đường dài trong tương lai không thể phát hiện ra được sự hiện diện của những người đi bộ đường dài trước đây. Những người thực hiện triết lý này sẽ tuân thủ nghiêm ngặc, cho dù khu vực họ đi qua không có những quy định như thế.
Chất thải của con người trong các cuộc đi bộ đường dài thường là nguồn chính yếu gây ra ảnh hưởng môi trường. Các chất thải này có thể làm ô nhiễm nguồn nước và làm những người đi bộ đường dài khác bị bệnh. Ô nhiễm do vi trùng gây ra có thể phòng tránh được bằng cách đào các hố tiểu tiện nhỏ sâu từ 10 đến 25 cm (4 đến 10 inch, tùy theo thành phần đất địa phương) và lấp lại sau khi sử dụng. Nếu đào hố tiểu tiện xa nguồn nước và đường mòn ít nhất 60 mét thì nguy cơ ô nhiễm được giảm thiểu tối đa. Nhiều người đi bộ đường dài khác còn cảnh báo cho những người đi bộ khác về vị trí của những hố tiểu tiện bằng các cành cây cắm trên mặt đất.
Đôi khi, những người đi bộ đường dài có thể thưởng thức ngắm nhìn những loài động thực vật quý hiếm, có loài có nguy cơ tuyệt chủng. Tuy nhiên, một số loài rất là nhạy cảm với sự hiện diện của con người, đặc biệt là trong khoảng mùa giao phối. Những người đi bộ đường dài nên nhận thức được thói quen, những nơi sinh xôi của các loài vật có nguy cơ tuyệt chủng để tránh làm ảnh hưởng gây bất lợi cho chúng.
Có một tình huống mà trong đó chỉ một cá nhân đi bộ đường dài cũng có thể gây ra một ảnh hưởng rất lớn đối với một hệ sinh thái: đó là vô tình gây ra một trận cháy rừng. Ví dụ, năm 2005, một người du hành với trang bị sau lưng từ Cộng hòa Séc đã làm cháy 7% Công viên Quốc gia Torres del Paine ở Chile vì làm đổ một lò nấu ăn bằng hơi đốt xách tay bất hợp pháp. Tuân theo quy định khu vực và dựng các dụng cụ nấu ăn trên mặt đất trống sẽ giảm thiểu nguy cơ cháy rừng.

## Quy ước đi bộ đường dài
Vì đi bộ đường dài là một kinh nghiệm giải trí, những người đi bộ đường dài luôn mong đợi nó thật thoải mái và dễ chịu. Đôi khi những người đi bộ đường dài có thể gây trở ngại đến sự thưởng thức của những người khác, hoặc cản trở đường đi của người khác nhưng họ có thể giảm thiểu tối đa bằng các quy ước thích hợp như sau:
- Khi hai nhóm người đi bộ đường dài gặp nhau trên một đoạn đường dốc, có thể có xảy ra sự tranh chấp đường mòn nếu không bên nào chịu nhường đường cho cho bên kia. Để tránh xung đột, một thông lệ đã được hình thành ở một vài nơi quy ước rằng nhóm đi lên dốc có quyền ưu tiên. Trong những tình huống khác, nhóm đông người hơn sẽ nhường đường cho nhóm ít người.
- Bị thúc ép đi nhanh quá hay chậm quá cũng có thể là điều phiền toái và khó giữ được quân bình trong nhóm. Càng trầm trọng hơn, đi bộ nhanh khác thường càng làm tăng nguy cơ kiệt sức và mệt mỏi, thậm chí có thể gây thương tổn. Nếu một nhóm bị chia làm hai giữa những người đi nhanh và những người đi chậm, những người đi chậm sẽ bị bỏ lại đằng sau và có thể bị thất lạc. Một thông lệ phổ biến là khuyến khích người đi bộ chậm nhất đi đầu và mọi người cùng đi theo tốc độ của người đi chậm nhất đó. Một thông lệ khác là để người đi bộ đường dài có nhiều kinh nghiệm nhất đi đằng sau để bảo đảm rằng mọi người trong nhóm an toàn và không ai đi lạc đường.
- Những người đi bộ đường dài thường thưởng thức sự im lặng và vắng vẻ xung quanh họ. Những tiếng ồn như la hét hoặc nói chuyện lớn tiếng làm mất đi sự thú vị này. Một số người đi bộ đường dài cố tình tránh tiếng ồn vì muốn tôn trọng những người đi bộ đường dài khác. Giữ im lặng cũng sẽ giảm thiểu nguy cơ đối diện thú hoang (đây là một mối hiểm họa nếu có thú dữ hiện diện.)
- Những người đi bộ đường dài đôi khi xâm phạm vào trong những vùng đất tư hữu từ đất công hay các con đường chủ đất dành riêng cho lưu thông công cộng. Những sự xâm phạm này có thể khiến cho các chủ đất tư đóng lại các con đường dành riêng cho đi bộ. Để tăng tối đa cơ hội cho mọi người đi bộ đường dài, đa số các người đi bộ đường dài cố gắng giữ đi bộ trên đất công hoặc những đường tư dành riêng cho đi bộ đường dài, hay xin phép chủ nhân khi phải đi qua khu vực tài sản tư hữu. Theo các đường mòn có đánh dấu rõ ràng để tránh xâm phạm tài sản tư hữu.
- Những cành cây hay hoa quả thường hay treo thấp chắn ngang đường mòn. Một người đi bộ đường dài ngang qua có thể làm cho nhành cây bắn ngược vào mặt người đi sau. Việc cảnh báo cho người đi sau biết một cành cây có thể bắn ngược lại là một điều lịch sự nên làm nhưng trách nhiệm của mọi người đi bộ đường dài là nên giữ khoảng cách giữa mình và người đi trước để tránh hiểm họa.
- Khi hai nhóm đi bộ đường dài gặp nhau, hành động được xem là lịch thiệp là trao đổi lời chào (có thể bằng cử chỉ hoặc bằng lời, ví dụ như mỉm cười hay gật đầu). Đi qua một nhóm khác mà không làm thế được xem là khiếm nhã.

## Độ an toàn

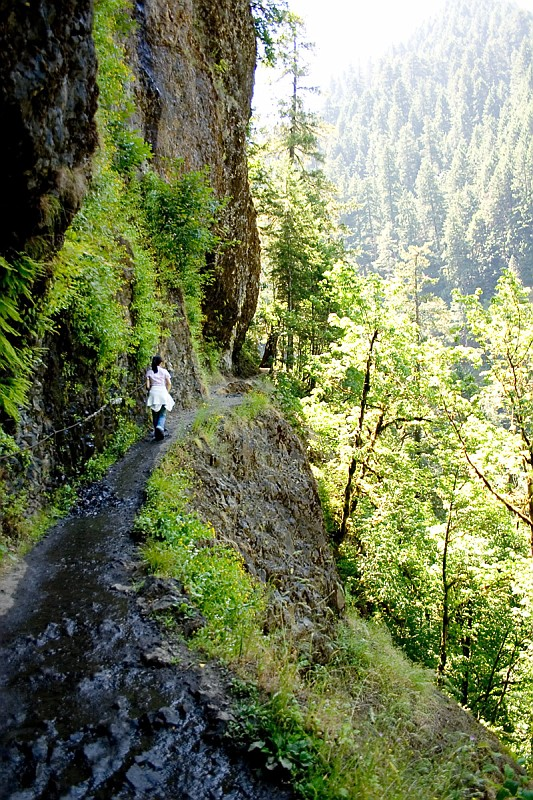
Một cô gái đang Hiking trên một triền núi

Đi bộ đường dài có thể sinh ra những mối nguy cơ đến an toàn cá nhân. Những nguy cơ này có thể là môi trường xung quanh nguy hiểm trong lúc đi bộ và/hay những tai nạn nào đó hay bệnh hoạn. Môi trường xung quanh nguy hiểm gồm có lạc đường, thời tiết khắc nghiệt, nguy hiểm trên mặt đất,... Các tai nạn bao gồm sự mất quân bình trao đổi chất trong cơ thể (ví dụ như mất nước hoặc triệu chứng giảm thân nhiệt), thương tổn cục bộ (ví dụ như tê cóng hoặc cháy da), thú dữ tấn công, hoặc nội thương (ví dụ như trật mắt cá). Những người đi bộ đường dài thường đề nghị một loạt các quy định ứng xử để giảm thiểu những nguy cơ này. Một ví dụ nổi tiếng về loạt quy định ứng xử này là "Mười điều thiết yếu" (Ten Essentials).